# سنت کیتس و نویس
سَنت کیتْس و نِویس با نام رسمی فدراسیون سنت کیتس و نویس (به انگلیسی: Federation of Saint Kitts and Nevis)، کشوری است جزیره‌ای در دریای کارائیب، غرب آنتیگوا و باربودا و شرق جزایر ویرجین آمریکا و با جمعیتی حدود ۵۲٬۰۰۰ نفر. پایتخت آن باستر است. حکومت آن پادشاهی و زبان رسمی آن انگلیسی است. نام آن تا سال ۱۹۸۶ سنت کریستوفر و نویس بود. این کشور عضو کشورهای مشترک المنافع و واحد پول آن دلار کارائیب شرقی است. این کشور همچنین از تاریخ ۲۳ سپتامبر ۱۹۸۳ عضو سازمان ملل متحد نیز به‌حساب می‌آید.

## تاریخ
این کشور از سدهٔ ۱۷ از مستعمرات بریتانیا به‌شمار می‌رفت در سال ۱۶۲۳ انگلیسی‌ها وارد آنجا شدند و تا زمان کسب استقلال در سال ۱۹۸۳ به حکومت در این مستعمره مشغول بودند. سنت کیتس و نویس در ۱۹ سپتامبر ۱۹۸۳ بریتانیا اعلام استقلال کرد.
نام سنت کیتس در ابتدا سنت کریستوفر، نام کاشف آن کریستوف کلمب بوده که برای مخفف کردن و کوتاه‌سازی از عنوان «سنت کیتس» استفاده می‌شود. سنت کیتس از دو جزیرهٔ سنت کیتس (جزیرهٔ بزرگتر) و جزیرهٔ نویس (جزیرهٔ کوچکتر) تشکیل شده‌است.

## سیاست
کندی آلفونس سیمونز از حزب جنبش مردمی سنت کیتس در سال ۱۹۸۳ حائز سمت نخست‌وزیری شد. از سال ۱۹۹۶ سر کاتبرت سباستین به عنوان فرماندار کل و در سال ۱۹۹۵ دنزیل داگلاس نخست‌وزیر سنت کیتس و نویس شدند.

## جغرافیا
کشور سنت کیتس و نویس در قاره آمریکای شمالی و در بخش شمالی جزایر بادپناه واقع شده‌است. این کشور متشکل از دو جزیره از جزایر بادپناه آنتیل کوچک در شرق دریای کارائیب است. این دو جزیره توسط کانالی به عرض حدود ۳ کیلومتر از هم جدا شده‌اند. مساحت مجموع آن‌ها ۲۶۹ کیلومتر مربع است. پایتخت این کشور باستر با ۱۵۵۰۰ نفر جمعیت در جزیره سنت کیتس قرار دارد. تنها شهر مهم دیگر سنت کیتس، چارلز تاون با ۱۵۰۰ نفر جمیعت است. مساحت سنت کیتس ۲۶۱ کیلومتر مربع و جمعیت آن ۵۲٬۰۰۰ نفر است.
سنت کیتس و نویس کوچک‌ترین کشور جزیره‌ای در دریای کارائیب است که از گرنادا، باربادوس و همچنین سنت وینسنت و گرنادین‌ها هم کوچکتر است. هر دو جزیره سنت کیتس و نویس به دلیل قله‌های کوه و حلقه‌های سواحل اطراف خطوط ساحلی خود شناخته شده‌اند. اگرچه این جزایر از نظر مساحت کوچک هستند، اما هر دو یک کوه غالب دارند. برای جزیره سنت کیتس، آتشفشان خاموش، کوه لیامویگا، بر فراز جزیره در منطقه مرکزی-شمال برجسته است. اما برای جزیره نویس، این قله نویس است که در نزدیکی مرکز جزیره قرار دارد و ناهمواری مخروطی‌شکلی به آن می‌دهد. پهنه‌های آبی اصلی بین دو جزیره عبارتند از: خلیج کوناری، حوضچه نمک بزرگ و خلیج نیمه ماه.

## تقسیمات کشوری
کشور سنت کیتس و نویس ۱۴ ایالت دارد:
| پریش سنت مری کیون Christ Church Nichola Town پریش سنت پیتر باستر Saint George Basseterre پریش ترینیتی پالمئتو پوینت Saint Thomas Middle Island پریش ان سندی پوینت پریش سنت پل کپیستر پریش سنت جان کپیستر پریش سنت توماس لولند پریش سنت پل چارلستون پریش سنت جان فیگتری پریش سنت جیمز ویندوارد پریش سنت جرج جینجرلند دریای کارائیب سنت کیتس نویس (جزیره) |

| تلفظ فارسی                  | تلفظ انگلیسی               | موقعیت         |
| --------------------------- | -------------------------- | -------------- |
| پریش کرایست چرچ نیکولا تاون | Christ Church Nichola Town | جزیره سنت کیتس |
| پریش سنت آن سندی پوینت      | Saint Anne Sandy Point     | جزیره سنت کیتس |
| پریش سنت جورج باسه‌تر        | Saint George Basseterre    | جزیره سنت کیتس |
| پریش سنت جورج گینگرلند      | Saint George Gingerland    | جزیره نویس     |
| پریش سنت جیمز ویندوارد      | Saint James Windward       | جزیره نویس     |
| پریش سنت جان کاپیستره       | Saint John Capisterre      | جزیره سنت کیتس |
| پریش سنت جان فیگتری         | Saint John Figtree         | جزیره نویس     |
| پریش سنت ماری کایون         | Saint Mary Cayon           | جزیره سنت کیتس |
| پریش سنت پل کاپیستره        | Saint Paul Capisterre      | جزیره سنت کیتس |
| پریش سنت پل چارلزتاون       | Saint Paul Charlestown     | جزیره نویس     |
| پریش سنت پتر باستر          | Saint Peter Basseterre     | جزیره سنت کیتس |
| پریش سنت توماس لاولند       | Saint Thomas Lowland       | جزیره نویس     |
| پریش سنت توماس میدل آیلند   | Saint Thomas Middle Island | جزیره سنت کیتس |
| پریش ترینیتی پالمتو پوینت   | Trinity Palmetto Point     | جزیره سنت کیتس |

## اقتصاد
واحد پول سنت کیتس و نویس، دلار کارائیب شرقی با واحد جزء (سنت) نام دارد. صادرات سنت کیتس و نویس را شکر تشکیل می‌دهد، صنعت گردشگری نیز در این کشور رواج گسترده‌ای دارد. سنت کیتس و نویس از اعضای کشورهای همسود به‌شمار می‌آید.
سنت کیتس این امکان را برای افراد خارجی ایجاد کرده که از طریق یک برنامه سرمایه‌گذاری دولتی به نام شهروندی در ازای سرمایه‌گذاری پاسپورت سنت کیتس را دریافت کنند. این برنامه از سال ۱۹۸۴ شروع شد و سنت کیتس را به اولین کشوری تبدیل کرد که امکان تهیه پاسپورت دوم را در ازای سرمایه‌گذاری فراهم کرده‌است.

## مردم
۹۰٪ نژاد مردم سنت کیتس را سیاهان و ۵٪ را دورگهٔ سیاه و سفید تشکیل می‌دهد، همچنین دین ۸۴٪ سنت کیتسی‌ها پروتستان و ۶٪ کاتولیک است. انگلیسی، زبان رسمی مردم این کشور است.